# バハマの歴史

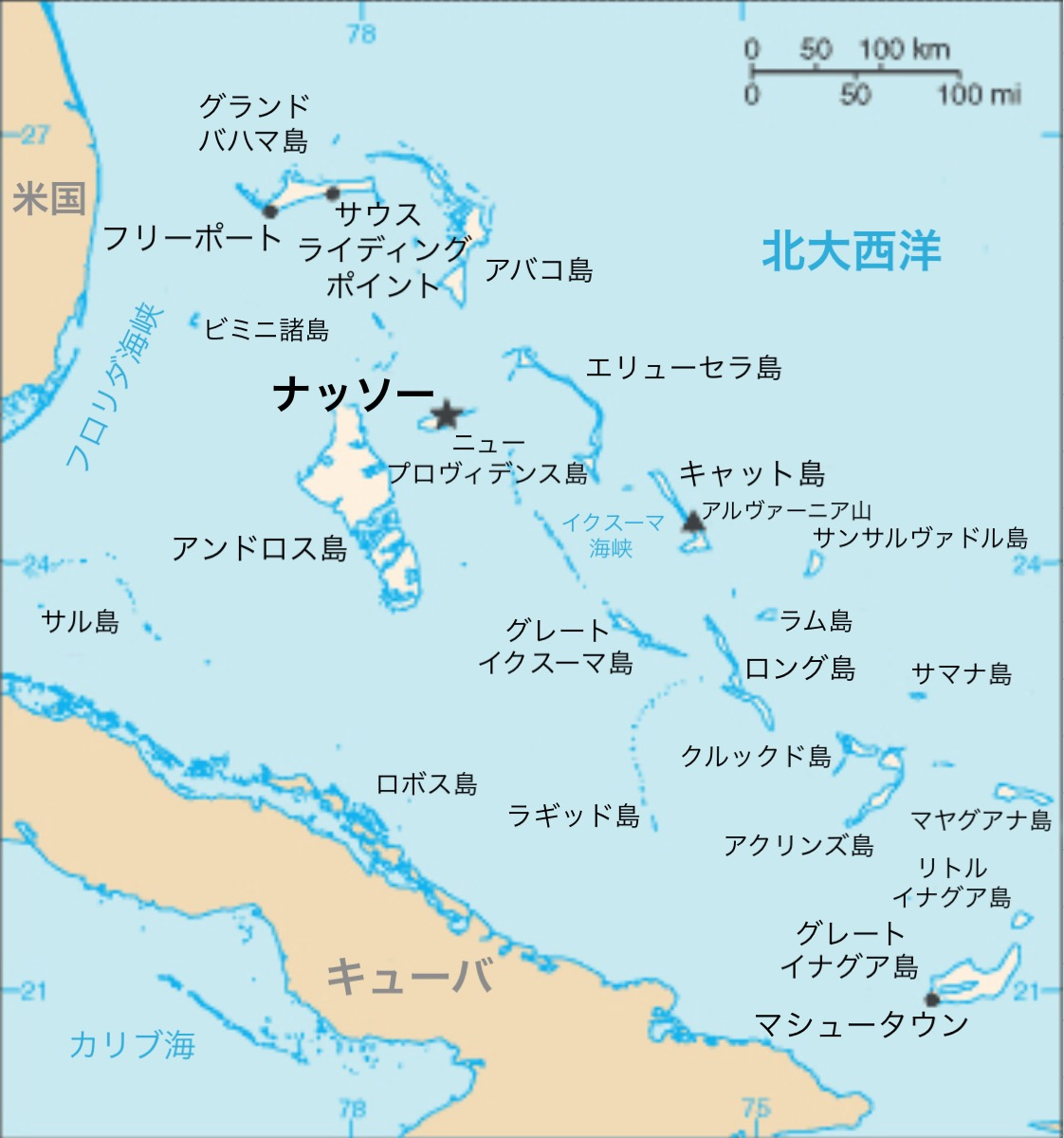
バハマの地図

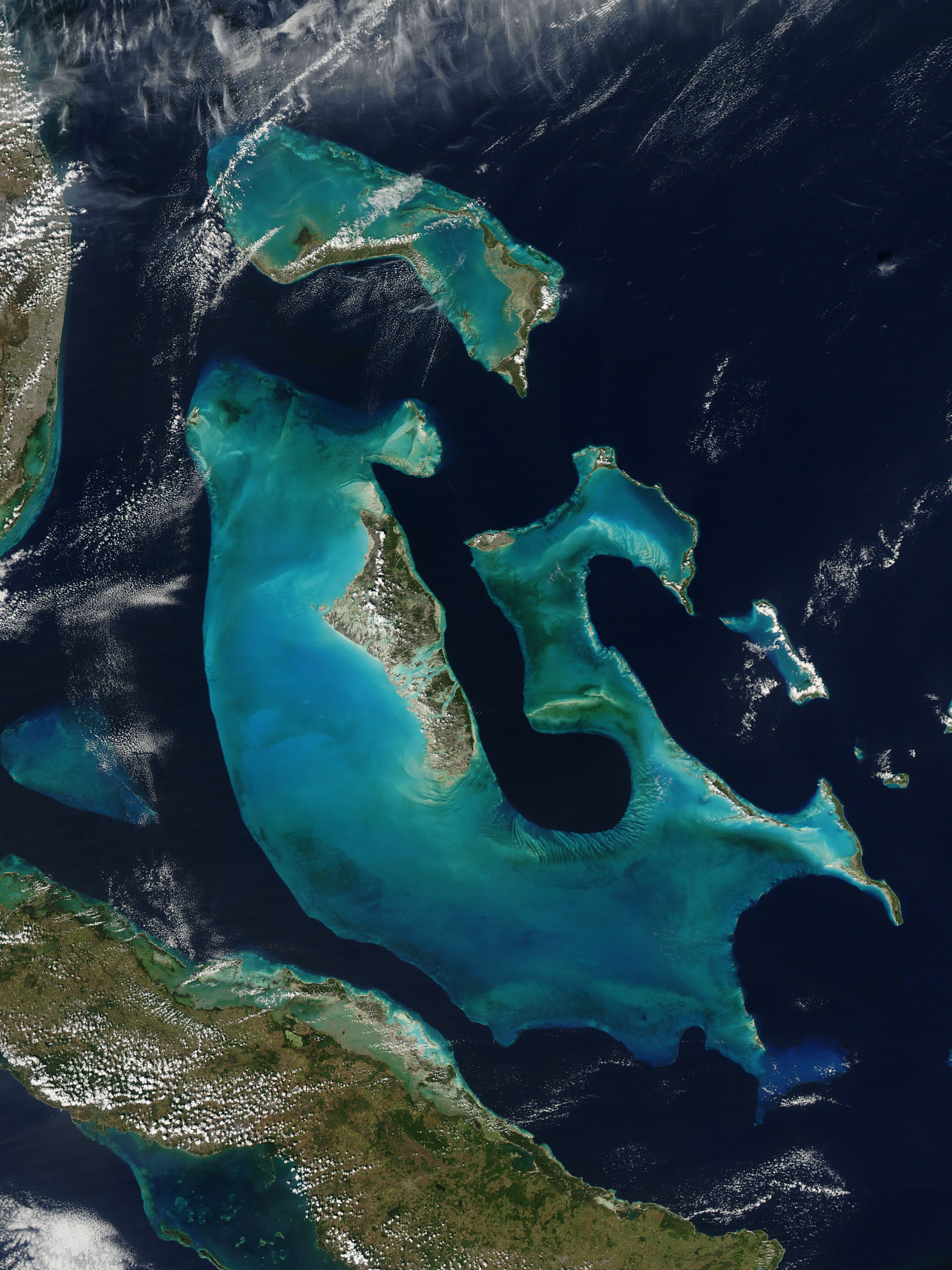
バハマの衛星写真

本項では、バハマの歴史（バハマのれきし、英語: History of the Bahamas）について述べる。人類がはじめて現代のバハマ諸島にあたる地域に到達したのは1千年紀のことである。バハマ諸島の最初の住民はアラワク諸語を話す、タイノ族の一部族にあたるルカヤン人であり、500年から800年頃にカリブ海の他の島嶼から移住してきた。その先祖は南アメリカ本土の出身であり、アラワク諸語の話者は南米のほとんどの地域に（特に北東海岸において）存在している。
バハマの有史時代は1492年10月12日にクリストファー・コロンブスがグアナハニ島に上陸したことで始まり、コロンブスは新世界への1回目の航海で発見したこの島をサン・サルバドル島と名付けた。その後、1648年にエルーセラ島でヨーロッパ人による最初の定住がなされた。18世紀の奴隷貿易により、多くのアフリカ人が労働者としてバハマに連れてこられ、その末裔は現バハマの人口の85%を占める。1973年7月10日、イギリスから独立した。

## 先史時代
タイノ族は500から800年頃、丸木舟でイスパニョーラ島またはキューバからバハマに向かった。初期の移住の経路はイスパニョーラ島からカイコス諸島、イスパニョーラ島かキューバ東部からグレート・イナグア島、キューバ中部からバハマ中部のロング島など様々な学説が提唱された。ウィリアム・キーガン（William Keegan）によると、可能性の最も高い経路はイスパニョーラ島かキューバからグレート・イナグア島への経路である。一方、グランベリー（Granberry）とヴェセリアス（Vescelius）はイスパニョーラ島からタークス諸島とカイコス諸島、キューバからグレート・イナグア島と2つの経路を主張した。
ルカヤン人は最初の植民から1500年頃まで、800年間かけてバハマ諸島で人口増を続け、約4万人まで増えた。バハマの住民が最初にヨーロッパ人と接触したとき、人口密度が最も高いのはバハマ中南部であり、北上するにつれて人口密度が下がる。このことは移住のパターンと、北部諸島の定住時期がより短いことを示している。現代で知られているルカヤン人の集落遺跡はバハマ諸島のうち最大の19島とこれらの島から1km以内にあるキーでのみ存在する。一方、バハマの最南部の人口密度は低いが、これは気候がより乾燥していることが原因とされる（グレート・イナグア島、タークス諸島とカイコス諸島の降水量は年800mm程度で、アクリンとクルック諸島やマヤグアナ島でも僅かに高い程度）。
1492年、クリストファー・コロンブスがスペインから旗艦サンタ・マリア、船ニーニャとピンタの合計3隻で最初の航海を行い、アジアに直接通じる航路を探した。10月12日、彼はバハマの島に到着、それをスペイン領と宣言した。この出来事はヨーロッパ人にとって長らく米州大陸の「発見」とされた。コロンブスが発見した島はルカヤン人の呼称がグアナハニ島で、スペイン人の呼称がサン・サルバドル島である。コロンブスがはじめて発見したバハマの島の正体については異説もあるが、多くの著述家はサミュエル・モリソンの「ワトリング島」（Watling Island）をコロンブスのサン・サルバドル島とする説を採用した。後にワトリング島が公式にサン・サルバドル島に改名された。コロンブスはさらにバハマ諸島の幾つかの島を訪れた後、キューバ、そしてイスパニョーラ島を訪れた。
スペインはバハマ人を奴隷の供給源としてみた他はあまり興味を持たなかった。ルカヤン人のほぼ全員にあたる4万人近くがその後の30年間にわたって他の島嶼に連行され、1520年にスペインが残りのルカヤン人をイスパニョーラ島に移住させたときは11人しか残されていなかった。その後、バハマ諸島は放棄され、130年間無人島のままとなった。金を産出せず、人口も他所に移されたバハマはスペインにとって用済みであり、名目上は領有を続けたが実質的には放棄した。そして、1783年のパリ条約で東フロリダとの交換でイギリスに割譲した。
ヨーロッパ人が最初にバハマ諸島に上陸したとき、諸島に森が茂っていたと記録した。サトウキビのプランテーションにするために森が皆伐された後は2度と戻らず、再植林もなされなかった。

## イギリス人の定住初期
歴史家は長年にわたってバハマが17世紀まで植民化されなかったと信じてきたが、近年の研究ではスペイン、フランス、イングランド、オランダが植民を試みた可能性が出てきている。フランスは1565年にアバコ諸島で入植を試み、1625年に再度試みた。1648年にはウィリアム・セイル率いる、「エルーセラ諸島のプランテーションに向かう冒険者の会社」（The Company of Adventurers for the Plantation of the Islands of Eleutheria）と呼ばれるバミューダ諸島からの植民者がバハマまで航海して植民地を創設した。彼らは清教徒で共和主義者であり、バミューダが人口過多になってきたことと、バハマでは宗教と政治の自由が与えられる上に経済的機会もあったため、バハマに移ってきたのであった。この会社は船2隻あったが、大きい方のウィリアムは北端のエルーセラ島の礁で難破、全ての物資を失った。後にヨーロッパ人、奴隷、バミューダからの元アフリカ奴隷が追加で派遣され、バージニア植民地とニューイングランド植民地からの救援物資も届いたが、エルーセラ植民地の経営は痩せた土地、植民者の間の争い、スペインとの紛争により長年不振であった。1650年代中期には多くの定住者がバミューダに戻り、残りの定住者はハーバー島とエルーセラ島の北端にあるセント・ジョージ・キーで社会を形成、1670年には約20世帯がエルーセラに居住した。
1666年、バミューダからの植民者がニュー・プロビデンス島に定住した。ニュー・プロビデンス島はすぐにバハマ諸島の人口と貿易の中心地に発展、1670年には人口が約500人になった。エルーセラの住民が主に農民だったのに対し、ニュー・プロビデンス島の住民は（主にスペインの）難破船のサルベージ、製塩、魚、亀、巻貝、龍涎香捕りで生活した。バミューダの農民もニュー・プロビデンス島にやってきて、肥えた土地を見つけた。エルーセル植民地もニュー・プロビデンスでの定住者もイングランド法における地位を与えられておらず、1670年にはカロライナ植民地領主がバハマ諸島の特許状を得たが、領主から派遣された総督は独立性の強いニュー・プロビデンス住民に対する権威を樹立することに苦労した。
最初期の定住者はバミューダに住んでいた時代とほぼ同様に生活したが、バハマはヨーロッパとカリブ海を繋ぐ航路に近かったため、バハマ諸島で船が難破することも多く、最も実入りの多い職は難破船の分解業であった。

## 難破船の分解、私掠船、海賊
バハマ人はすぐに難破船の分解をめぐってスペインとの紛争を起こした。バハマ人の業者はスペイン人業者を追い払い、スペインの難破船に近づくことを防いだ。さらにスペイン人が難破船から回収したものを奪った。スペインはバハマを襲撃したが、バハマはイングランドとスペインが戦争状態になかったにもかかわらず対スペインの私掠船を雇った。1684年、スペインはニュー・プロビデンスとエルーセラの集落を焼き討ちにして、集落を放棄に追い込んだが、1686年にはジャマイカからの植民者が再度ニュー・プロビデンスに入植した。
1690年代、イングランドの私掠船（当時はイングランドが大同盟戦争でフランスと戦っていた）はバハマ諸島で基地を設立した。1696年、ヘンリー・エヴリー（当時はヘンリー・ブリッジマン（Henry Bridgeman）という偽名を使用していた）は船のファンシーを購入して、海賊の略奪品を載せてナッソー（1694年に設立されたバハマの首府）に入港した。エヴリーは総督のニコラス・トロット（Nicholas Trott、スティード・ボネットの裁判に関与したニコラス・トロットのおじ）に金銀を賄賂として贈り、さらに50トンの象牙、100バレルの火薬を載せていたファンシーを譲った。イングランドが1697年のレイスウェイク条約でフランスと講和すると、多くの私掠船船員は海賊になった。この時期より、海賊はナッソーを基地とするようになった。植民地領主に任命された総督は一般的には海賊を取り締める姿勢を示すが、多くが海賊との交渉を疑われた。そして、1701年にはスペイン継承戦争でイングランドが再びフランスとスペインと戦争状態に入り、1703年と1706年にはフランスとスペインの連合艦隊がナッソーを襲撃した。襲撃の後は入植者の一部が去り、植民地領主はバハマ諸島の統治を放棄した。
バハマを実効支配できる政府が存在しなくなったことで、イングランドの私掠船はナッソーを基地として活動、私掠船共和国と呼ばれる状況が11年間も続くこととなった。私掠船はフランス船とスペイン船を攻撃、フランス軍とスペイン軍もナッソーを数度焼き討ちにした。スペイン継承戦争は1714年に終結したが、一部の私掠船には報せが届くのが遅く、またはそれを受け入れたくなかったため海賊業に転じた。一部の文献では1713年時点のバハマで住民が200世帯程度だったのに対し、海賊の人数は少なくとも1千人に上っていた。
このようにして、ナッソーの「私掠船共和国」は「海賊共和国」に代わった。少なくとも20人の海賊船長がナッソーなどバハマ諸島の地域を基地としており、これにはヘンリー・ジェニングス、エドワード・ティーチ（「黒髭」）、ベンジャミン・ホーニゴールド、スティード・ボネットなども含まれた。元の住民は多くがニュー・プロビデンス島からエルーセラ島やアバコ諸島に移住して海賊の嫌がらせから逃れた。一方、ハーバー島の住民はニューイングランドやバージニアからの商人が海賊稼業に必要な物資を売りにくるため、仲介を申し出ていた。

## バハマの奪回
1713年、ウッズ・ロジャーズはマダガスカルに遠征して海賊を鎮圧、イギリス植民地を創設することを着想した。ロジャーズの友人リチャード・スティールとジョゼフ・アディソンは彼を説得して、代わりにバハマの海賊を攻撃することにした。ロジャーズらは軍資金を工面するために会社を創設、カロライナ植民地領主を説得して、土地の所有権を維持しながらバハマ政府の権利を国王に返還した。1717年、ジョージ1世はロジャーズをバハマ総督に任命、1年内にイギリスからの総督に降伏した海賊を恩赦するとの宣言を出した。
新総督の任命と恩赦の報せはロジャーズの軍勢よりも早くナッソーに到着した。一部の海賊は恩赦の条件を受け入れて海賊稼業から引退、ヘンリー・ジェニングスやクリストファー・ウィンターは出航してイギリス当局に出頭、恩赦の受け入れを表明した。
しかし、諦めなかった者も多かった。その多くがステュアート家を支持するジャコバイトであり、ハノーヴァー家のジョージ1世を敵視した。また一部は自身を単なる反乱者として自認しており、ほかには海賊稼業のほうがお金が稼げると考えた。イギリス海軍の軍艦が正式にナッソーで恩赦の報せを発布すると、多くの海賊は受け入れようとしたが、やがて反抗的な海賊が主導権を握り、イギリス海軍の軍艦は追い返された。
黒髭、ボネット、ニコラス・ブラウン、エドモンド・コンデントらはバハマを離れてほかの拠点を探した。チャールズ・ヴェインはこの時期に部下のジョン・ラカム（「キャリコ・ジャック」）、エドワード・イングランドらとともに頭角を現した。ヴェインは到着する予定の国王軍への抵抗軍を組織、ステュアート家の「老僭王」ジェームズ・フランシス・エドワード・ステュアートに請願してバハマの維持とバミューダの占領への援助を求めた。ステュアート家からの援助が来ず、ロジャーズの到着が近づくにつれて、ヴェインらはナッソーを離れる準備をした。
ウッズ・ロジャーズは1718年7月末に自身の排水量460トンの軍艦、自身の会社が所有する船3隻、イギリス海軍の護衛船3隻を率いてナッソーに到着した。ヴェインの船はナッソー港に封鎖されたが、ヴェインの船員は船に火をつけてロジャーズ艦隊の元に送り、ロジャーズ艦隊が混乱に陥る中にほかの海賊から奪った小型船で逃走した。残りの住民は入植者約200人と恩赦を受け入れたい海賊（ホーニゴールドを含む）500から700人であり、ロジャーズを歓迎した。海賊たちが降伏すると、植民地領主はバハマの領地を21年間ロジャーズの会社に賃貸した。
ここにロジャーズがナッソーを支配したが、チャールズ・ヴェインは逃げおおせており、ロジャーズとその軍勢を追い出すと脅かした。スペイン王フェリペ5世がイギリス人をバハマ諸島から追い出そうとしていると知ったロジャーズはナッソーの守備を強化した。彼は不明の病気により新しい軍勢を100人近く失った上、イギリス海軍の艦船はほかの任務のために去っていった。ロジャーズは船4隻をハバナに派遣、スペインの総督に自分は海賊を鎮圧しており、補給の貿易を求めた。しかし、元海賊だった者たちもロジャーズの軍勢も海賊稼業に戻り、ホーニゴールドはロジャーズによる鎮圧の一環としてグリーン・タートル・キーで10人を捕まえ、うち8人は有罪とされて要塞の前で絞首刑に処された。
ヴェインはバハマの小さな集落をいくつか攻撃したが、より強いフランスのフリゲートへの攻撃を拒否すると、臆病とされて失脚し、ラカムが代わりの艦長になった。その後、ヴェインはバハマに戻らず、やがてジャマイカで捕まえられて起訴され、処刑された。ラカムはジャマイカの私掠船に捕らえられそうになり、さらに国王が恩赦の期限を延長したと聞くと、ナッソーに戻ってウッズ・ロジャーズに降伏した。
ラカムはナッソーでアン・ボニーに関わるようになり、彼は彼女の元海賊ジェームズ・ボニー（James Bonny）との結婚を無効にしようとした。しかしロジャーズがそれを拒否したため、ラカムとアン・ボニーは少数の仲間とメアリ・リードとともにナッソーを離れて海賊稼業に戻った。しかし、数か月でラカム、ボニー、リードの3人が捕まえられてジャマイカに連行された。3人は海賊行為で起訴され、ラカムは処刑されたがボニーとリードは妊娠で処刑を免れ、投獄された。リードは牢獄の中で死亡、ボニーのその後は知られていない。
イギリスとスペインが1719年に再び戦争状態に陥る（四国同盟戦争）と、多くの元海賊がイギリス政府に私掠船員として徴募された。スペインの侵攻艦隊はバハマに向かったが、ペンサコーラがフランスに奪取された（ペンサコーラ占領）ため代わりにそちらに向かった。ロジャーズは引き続きナッソーの守備を強化、自身の資産を使った上に多額な債務を抱えるほどだった。2度目の侵攻艦隊はこの防御工事（とイギリス海軍の艦船がちょうどナッソーに滞在していたため）で退けられた。ロジャーズは1722年に帰国して、ナッソーを建設するために使った資金の返還を求めたが、総督を更迭される結果にしかならなかった。彼は債務者監獄に収監されたが、債権者が後に債務を放棄した結果、彼は釈放された。
1724年に『最も悪名高い海賊たちの強盗と殺人の通史』（A General History of the Robberies and Murders of the Most Notorious Pirates）という、ロジャーズのバハマにおける海賊鎮圧の功労を称えた書物が出版されると、彼の財政状況は改善した。ジョージ1世は1721年まで遡って彼に年金を与えた。1728年、ロジャーズは2期目となるバハマ総督職に就任、バハマの議会がナッソーの防御工事を修復するために必要な税金を許可しなかったためそれを解散した。ロジャーズは1732年にナッソーで死去した。
1741年、ジョン・ティンカー総督とピーター・ヘンリー・ブルース（Peter Henry Bruce）はモンタギュー砦（Fort Montague）を建設した。ティンカーはさらに北米の13植民地で私掠船稼業が盛んでいることを報告、また豪華な家屋2,300軒が建設されたことを報告した。

## 王党派、奴隷と黒人セミノール
アメリカ独立戦争中の1782年、バハマはベルナルド・デ・ガルベス将軍率いるスペイン軍に占領された。アンドリュー・デヴァルー大佐率いるイギリスとアメリカ王党派の遠征軍は1783年にバハマを再占領した。アメリカ独立革命の後、イギリスは海外逃亡した王党派に領地を与えた。そして、バハマの数少なかった人口は数年で3倍になった。王党派は綿を商品作物として発展させたが、虫害と土壌疲弊により失敗した。移住のときに連れてきた奴隷のほか、プランテーション農園主はさらにアフリカから奴隷を労働力として輸入した。
現代のバハマ住民の大半はこのとき王党派のプランテーションで働いた奴隷の末裔である。さらに、1807年にイギリスで奴隷貿易が廃止されると（1807年奴隷貿易法）、イギリス海軍は外国の奴隷船から奴隷を解放、アフリカ人数千人が自由民としてバハマに再定住した。
1820年代初期、アフリカ奴隷とブラック・セミノール数百人がフロリダから逃亡、その大半がバハマのアンドロス島に定住した。1823年の大規模逃亡では300人が逃亡した。1825年に米国がフロリダ岬灯台を建てると、逃亡者の人数が低減したが、それでも後を絶たなかった。
1834年8月、奴隷廃止法によりイギリスが植民地の大半で奴隷を解放したことで、伝統的なプランテーション農業に終わりが告げられた。解放奴隷は可能なかぎり自身の小さな土地で耕作した。

## 奴隷解放以降
1830年代と1840年代、奴隷貿易に関与した米国商船がナッソーに入港したか近くで遭難したことで、英米間に緊張が生じた。ヘルモサ（1840年）とクレオール（1841年）が一例であり、うち後者は船上に奴隷反乱が起きたためナッソーに入港した。イギリスはバハマとバミューダ水域に進入した奴隷は解放されると諸国に通知しており、米国の返還交渉をはねつけた。1853年、英米は請求条約を締結、1814年以降の請求への調停に同意した。その後、英米は1855年に請求を支払った。
南北戦争中、バハマはアメリカ連合国の海上封鎖突破基地として隆盛した。すなわち、合衆国による海上封鎖に対し、綿をイングランドの工房に密輸して、武器と弾薬を運び戻したのであった。しかし、連合国は結局敗北に終わり、商品作物の育成にも失敗したバハマの繁栄は長く続かなかった。
奴隷解放により、カリブ海の社会は固定化した民族格差に直面した。富と権力の分配が不公平だったことも災いした。白人、混血、黒人という3等制は1940年代まで続き、一部ではさらに長く続いた。アフリカ系アメリカ人と同じく、多くがヨーロッパやアメリカの先住民族の血統も有した。カリブ海の社会は民族問題に苦しみ続けた。
1911年、バハマをカナダに併合させるための運動が短期間ながら起きた。この運動はナッソー住民の多くとカナダの保険会社サン・ライフ・ファイナンシャルの社長から支持を受けたが、イギリス政府が主に黒人で構成されたバハマ植民地と主に白人で構成されたカナダ国の合併に反対したこともあって失敗に終わった。

## 2度の世界大戦
第一次世界大戦中、帝国婦女子団（Imperial Order of the Daughters of Empire）やバハマ赤十字会（Bahamas Red Cross Guild）などがヨーロッパの兵士と平民のために寄付金、食料、衣料を集めた。「勇敢な30人」（The Gallant Thirty）のバハマ人は1915年にもイギリス西インド連隊に加入、バハマ人1,800人がカナダ、イギリス、アメリカ合衆国軍に従軍した。
第二次世界大戦中では連合国がカリブ海で飛行訓練と対潜戦を行ったが、このカリブ海における活動は主にバハマに集中して行われた。
1942年4月、イギリスは当時バハマ総督だったウィンザー公爵の保護も兼ねて、カナダにナッソーへの軍事支援を要請した。カナダのベテラン衛兵（Veterans Guard of Canada）第33中隊が招集され、6月に到着した。そして、ピクトー・ハイランダーの中隊が到着すると、第33中隊は1943年に撤収した。カナダの駐留軍は1946年にナッソーから撤退した。

### 第二次世界大戦中の暴動
バハマ初の空港は1940年1月にナッソーで開港したオークス・フィールド空港（Oakes Field）であり、空港の名前は開港資金を提供した百万長者ハリー・オークスに由来した。それまでのバハマにおける空輸は主に水上機でまかなわれた。
ウィンザー公爵はバハマ総督に任命されると、新しい公妃とともに1940年8月にバハマに到着した。2人はバハマ総督官邸の状態の悪さに仰天したが、「悪い状態なりに最良を尽くそうとした」。公爵はバハマ総督という職に喜ばず、バハマを「3等のイギリス植民地」と形容した。1940年10月29日に議会の開会式に出席すると、「外側の島」（Out Islands）を訪れたが、この訪問で乗ったヨットが論議を呼んだ。ウィンザー公爵夫婦はスウェーデンの実業家アクセル・ヴェナー＝グレンのヨットに乗ろうとしたが、米国の諜報機関がヴェナー＝グレンをドイツ空軍のヘルマン・ゲーリングの親しい友人と勘違いしたためイギリス外務省がウィンザー公爵夫婦の行動に強硬に反対したのであった。ウィンザー公爵はイギリス帝国の有色人種を軽蔑したのと同じくバハマ人を軽蔑したが、彼はバハマにおける貧困対策に注力したことで賞賛を受けた。1942年6月に労働者の低賃金を原因とした「大規模な暴動」が起きたときの対処でも賞賛を受けたが、彼は暴動を「害悪の製造者、すなわち共産党員」と「徴兵猶予のために職を確保した、ユダヤ系中央ヨーロッパ人」のせいと非難した。公爵は1945年3月16日にバハマ総督を辞任した。

## 戦後のバハマ
戦時の飛行場は1957年にナッソー国際空港になり、大衆観光事業の発展に繋がった。特に近隣のハバナが1961年に米国の旅行者を締め出したことでバハマへの観光熱がさらに加速した。グランド・バハマ島にあるフリーポートは1950年代に自由貿易区に指定され、バハマ第2の都市となった。銀行秘密が行き届いており、法人税と所得税がなかったこともありオフショア金融業が大きく発展した。
『007』シリーズ第4作の『007 サンダーボール作戦』はバハマをロケ地の1つとした。
1980年代初期までにバハマが麻薬貿易の中心地の1つになり、アメリカ合衆国に輸入されるコカインの9割がバハマを通っているとする説もあった。1974年、キューバとの外交関係を樹立した。その10年後、キューバからの移民増がバハマの資源を圧迫したが、キューバは本国送還状を出すことを拒否した。
2004年9月、バハマはハリケーン・フランシスに襲われ、大きな損害を出した。その僅か3週間後に今度はハリケーン・ジーンがバハマを襲い、木を根こそぎにしたり、窓を吹き飛ばしたり、アバコ諸島やグランド・バハマ島の町を水浸しにした。そして、洪水が退くと、ボートがあちこちの道路に残り、家屋が壊された。
バハマ学院（The College of the Bahamas）は1974年に設立され、バハマの高等教育を提供した。バハマ学院は2016年にバハマ大学に昇格、バハマ諸島に散らばる3キャンパス、教育センターと研究センターで学士、修士、短期大学士の課程を提供した。
観光業とオフショア金融業を2本柱としたバハマの経済は1950年代より繁栄していたが、教育、医療、住宅、国際麻薬密輸、ハイチからの密入国などの問題も残っている。

### 政体の発展
現代政体への発展は第二次世界大戦後に始まった。バハマ初の政党は1950年代に形成、1953年に進歩自由党が、1956年に連合バハマ党が結成された。
バハマの自治政府は1964年に成立、連合バハマ党のローランド・セオドア・シモネットが初代首相（Premier）に就任した。バハマはイギリス連邦内の英連邦王国として1973年7月10日に完全独立を果たした。リンデン・ピンドリングが1967年にバハマ初の黒人首相になり、1968年には役職名がPrime Ministerに変更された。また独立直後にエリザベス2世女王の代表としてミロ・バトラーがバハマ総督に任命された。ピンドリングは1992年まで首相を務め、任期中のバハマは観光事業と外国からの投資で潤った。彼の後任は自由国民運動の党首ヒューバート・イングラハム（在任：1992年 - 2002年、2007年 - 2012年）であり、2002年まで在任した。その後はイングラハムが進歩自由党のペリー・クリスティー（在任：2002年 - 2007年、2012年 - 2017年）と交替で首相を務めた後、自由国民運動のヒューバート・ミニスが2017年に首相に就任した。

## 関連図書
- Morse, Jedidiah (1797), “Bahama Islands”, The American Gazetteer, Boston, Massachusetts: At the presses of S. Hall, and Thomas & Andrews